# 希基亞塢
希基亞塢（達悟語：Si-ciaong/Si-jiaong），是台灣達悟族傳說中的巨人，結交了來自巴丹島的伊萬特人，並且從對方那裡學到許多生活技能。

## 身世
希基亞塢來自漁人部落，是當地西邊家族的祖先。

## 傳說
有一次，希基亞塢划船前往高石台（Ji kazezyongan）釣魚，發現遠方還有一艘釣魚船，因為很好奇有誰能划船划得比自己遠，他試著接近那艘船，但沒能成功，回到部落後他問其他人那個人的身分，也沒有人知道對方是誰，第二天他又嘗試接近那艘船，終於追上對方，船上的人不是達悟族人，而是一個伊萬特人，兩人對彼此的出現都很驚訝，並且結交為朋友，經常相約在海上見面，伊萬特人教希基亞塢用針鉤（Ayos）捕魚，釣起來的魚都是活的，並用釣起來的活魚釣鬼頭刀、他們還互相交換來自蘭嶼的芋頭和來自巴丹島的山藥（Ovi），雙方都很喜歡對方帶來的食物，又相約改天交換一包種子，後來山藥在蘭嶼生長得很好，達悟族人便稱呼它們為巴丹山藥（Ovi no dehdah）、另外，當知道希基亞塢經常因為家裡有四個孩子、飛魚分不平均而煩惱時，教他以「四刀切法」的方式把飛魚平分，直到現在只有漁人部落的西邊人（Sira no kawanan）會這種切法。

## 死亡
後來有艘外來的船停在朗島的五孔洞，希基亞塢便帶著孩子去交易，然而當他接過對方交給自己的黃金時，卻不小心將黃金掉進水中，他連忙叫孩子用繩子綁著自己、跳進水中撿黃金，结果缺氧致死。

## 現代研究
希基亞塢之外，達悟族也有許多跟巴丹島有關的傳說故事，例如si Mangangavang與si Vakag，且雙方族群的文化和語言也有一定程度的相似，學者認為達悟族人跟伊萬特人很有可能是源自同一個族群、或蘭嶼、巴丹島兩地之間過去常有交流的歷史，而希基亞塢的傳說就是在暗示著這段歷史。